# Georg Draudt
Georg Draudt (Brassó, 1729. december 9. – 1798. március 6.) evangélikus lelkész.

## Élete
Kilencéves korában árván maradt. Iskoláit szülővárosában végezte, majd 1748-ban a hallei egyetemre ment. Tanulmányait félbeszakítva beteg bátyját kísérte haza, aki Pozsonyban meghalt; azután 1750 áprilisától a jénai egyetemen folytatta tanulmányait. 1753-ban tért vissza és Brassóban gimnáziumi tanár lett. 12 éven át dolgozott itt, s közben két és fél évig igazgató is volt; hivatali ideje alatt a könyvtár fejlesztésére is figyelmet fordított. 1771-től Brassóban, 1774-ben Volkányba s ugyanabban az évben Feketehalomra választották lelkésznek. Ezekben a községekben az oktatás színvonalának emelésével is foglalkozott; példáját a Barcaság több településén követték. Részt vett a berethalmi és nagyszebeni zsinatokon; 1795–1796-ban dékánnak választották.

## Munkái
- Halotti búcsúbeszéd (Abdankungsrede) Schobel Katalin temetésén (Brassó, 1769.)
- Über den Ursprung der Burzenländischen Sachsen oder Teutschen in Siebenbürgen (a Siebenbürgische Quartalschriftben III. 1793. 194–207. l.)
- Kéziratban: J. N. J. Ordnung der Bruderschaft in dem k. freien Dorf Wolkendorf, im Jahre 1774 im Monat July (welche im Jahre 1803 auch vom Kronstädter Magistrat genehmigt wurde) 4-rét 38 l.;
- Kéziratban: Unmassgebliche Beantwortung einiger zur Aufklärung der Geschichte der Deutschen in Siebenbürgen entworfenen Fragen (1789.)
- Kéziratban: Diejenige Schrift, welche im J. 1794 in den neuen Thurmknopf des Marktes Zeiden gelegt worden ist, und eine Chronik von Zeiden enthält. (Megjelent a Quellen zur Geschichte der Stadt Brassó című gyűjteményben a 20. század elején).